# Dan Bradley
Dan Bradley es un coordinador de dobles de cine y director de cine nacido en Estados Unidos. Él ha trabajado en el Spider-man 2 y 3, The Bourne Supremacy, The Bourne Ultimatum, Superman Returns, Indiana Jones and the Kingdom of the Crystal Skull, y Quantum of Solace.
En julio de 2008, anunciaron Bradley como el director para un remake del film Red Sawn, que fue filmado en 1984 del mismo nombre
Además es conocido por haber interpretado a Jason Voorhees en la sexta película de la saga de Viernes 13 en la escena donde unos personajes juegan al Paintball.
- Datos: Q1774360